# キングダム・オブ・ヘブン
『キングダム・オブ・ヘブン』（原題：Kingdom of Heaven, 意味：天国の王国）は、2005年製作のアメリカ映画。リドリー・スコット監督のスペクタクル・ドラマ。

## ストーリー
十字軍が聖地エルサレムを奪って約100年後、1184年のフランスのある村に十字軍への志願者を募る一団が現れた。彼らを率いるイベリンの領主ゴッドフリーは、鍛冶屋の青年バリアンに声を掛ける。バリアンは息子を病で失い、さらに悲嘆に暮れた妻が自殺し、失意の底にあった。ゴッドフリーはそんなバリアンに十字軍へ参加するようにと語る。実はバリアンはゴッドフリーと平民の女性の間にできた隠し子で、息子を後継者として迎えるために来たのだった。
妻の「罪」を償うため、聖地へと旅立つバリアンだったが、その道中で負傷した父ゴッドフリーはバリアンを騎士に叙勲してメッシーナ港で病死してしまう。さらに船が地中海で難破し、流れ着いた砂漠でサラセン人の領主に襲われるなどの苦難に見舞われながらも、助命した領主の従者イマドに案内されてエルサレムにたどり着く。
聖地では時の王ボードゥアン4世の治世の下、キリスト教徒とイスラム教徒が共存していた。しかし、その平和はサラセン人の王サラディンとの和平による危うい均衡の上に成り立ったものであり、再戦を主張するギーやルノーらの派閥を、王の側近であるティベリウス卿が辛うじて抑えているに過ぎなかった。更に、王は不治の病に冒されており、余命幾ばくもない状況だった。父の意思を受け継ぎ、領地の経営に乗り出したバリアンは、やがてギーの妻で王の姉のシビラと恋に落ちる。
同じ頃、ルノーが砂漠を往来するサラセン人の隊商を襲撃、それに怒ったサラセン軍がルノーの居城に押し寄せた。ボードゥアン4世の命令により民の救援に駆けつけたバリアンは騎士の先頭に立って戦うが、敢えなく敗北する。彼らを率いていたのはイマドであった。彼の正体はサラディンの側近で、バリアンが倒した領主は替え玉だった。イマドは倒れたバリアンを助け起こし、砂漠での借りを返す。やがてサラディン自らが率いるサラセン軍の本隊が現れ、同じくボードゥアン率いる十字軍本隊と対峙する。王はルノーを自ら罰することを誓い、サラディンは軍を退いた。ルノーは領地を取り上げられ、投獄される。だがその直後に王は倒れ、寝たきりの状態に陥った。
死期を悟った王はバリアンにシビラと再婚しギーの代わりに王位を継いでほしいと願う。しかしバリアンは己の良心に従ってこれを辞退する。それから程無くして、ボードゥアンは崩御した。王位に就いたギーはサラディンの使者を殺し、制止するティベリウスを無視して開戦に踏みきる。また、釈放されたルノーは人質であったサラディンの妹を殺害するという暴挙に出た。勇んで聖地を出立した十字軍だったが、砂漠での無理な行軍が祟り、サラディン軍に包囲殲滅される。ギーは捕虜となり、ルノーは処刑された。惨状を目の当たりにして、平和への努力が無に帰したことを知ったティベリウスは、残った手勢を率いてキプロスに撤退し、エルサレムに残る将はバリアンだけとなる。
バリアンは苦悩の末に答えを見出だし、神のためではなく聖地に生きる民の為に戦うと決意した。エルサレムの全ての男子を騎士に任じ、籠城の準備を進める。やがて始まったサラセン軍の猛攻で城壁は崩落するが、にわか仕立ての軍団は果敢に戦い抜いた。数日後、サラディンは講和の席を設け、キリスト教徒の助命と退路の安全を引き換えに開城を求めた。バリアンはそれを受諾し、ここにエルサレムは明け渡された。エルサレムの価値とは何かを問うバリアンに対し、サラディンは「無であり、全てでもある」と答えた。王女の地位を捨てたシビラはヨーロッパへと引き上げる民衆と同じ徒歩で聖地を後にする。
故郷へと戻ったバリアンの元に、イングランド王リチャード1世が訪れた。第3回十字軍を呼びかける王はエルサレムの英雄を探していたが、バリアンは自分はただの鍛冶屋だと答え、シビラと共に何処へかと旅立って行った。

## キャスト
| 役名                                          | 俳優                         | 日本語吹替 |
| --------------------------------------------- | ---------------------------- | ---------- |
| バリアン・オブ・イベリン                      | オーランド・ブルーム         | 内田夕夜   |
| シビラ                                        | エヴァ・グリーン             | 山田里奈   |
| ゴッドフリー・オブ・イベリン                  | リーアム・ニーソン           | 津嘉山正種 |
| ティベリウス卿（実名はトリポリ伯レーモン3世） | ジェレミー・アイアンズ       | 有本欽隆   |
| ボードゥアン4世                               | エドワード・ノートン         | 家中宏     |
| ザ・ホスピタラー                              | デヴィッド・シューリス       | 大滝寛     |
| ルノー・ド・シャティヨン                      | ブレンダン・グリーソン       | 中博史     |
| ギー・ド・リュジニャン                        | マートン・チョーカシュ       | 大塚芳忠   |
| サラディン                                    | ガッサーン・マスウード       | 西村知道   |
| イマド                                        | アレクサンダー・シディグ     | 西凜太朗   |
| ムラー                                        | ハレド・エル・ナバウィ       | 横島亘     |
| アマルリック                                  | ヴェリボール・トピッチ       | 高瀬右光   |
| イギリス人兵長                                | ケヴィン・マクキッド         | 宮内敦士   |
| 村の司祭                                      | マイケル・シーン             | 入江崇史   |
| 大司教                                        | ジョン・フィンチ             |            |
| ジェラール・ド・リデフォール                  | ウルリク・トムセン           |            |
| 墓掘り                                        | マーティン・ハンコック       |            |
| 村の代官                                      | ニコライ・コスター＝ワルドー | 根本泰彦   |
| 獅子心王リチャード1世                         | イアン・グレン               | 菅生隆之   |

日本語吹替版
その他キャスト：咲野俊介／田中正彦／三木敏彦／小野洋子／世古陽丸／成田剣／佐藤淳／石住昭彦／前島貴志／中西陽介／細野雅世／根本圭子／木川絵理子／恒松あゆみ／林与一
制作スタッフ - 演出：中野洋志、翻訳：前田美由紀、制作：ACクリエイト
- ディレクターズ・カット版DVD・BDには追加シーンを同キャストで追加録音したものを収録。

## スタッフ
- VFX：ダブル・ネガティブ

## 評価
レビュー・アグリゲーターのRotten Tomatoesでは190件のレビューで支持率は39%、平均点は5.60/10となった。Metacriticでは40件のレビューを基に加重平均値が63/100となった。

## 補足

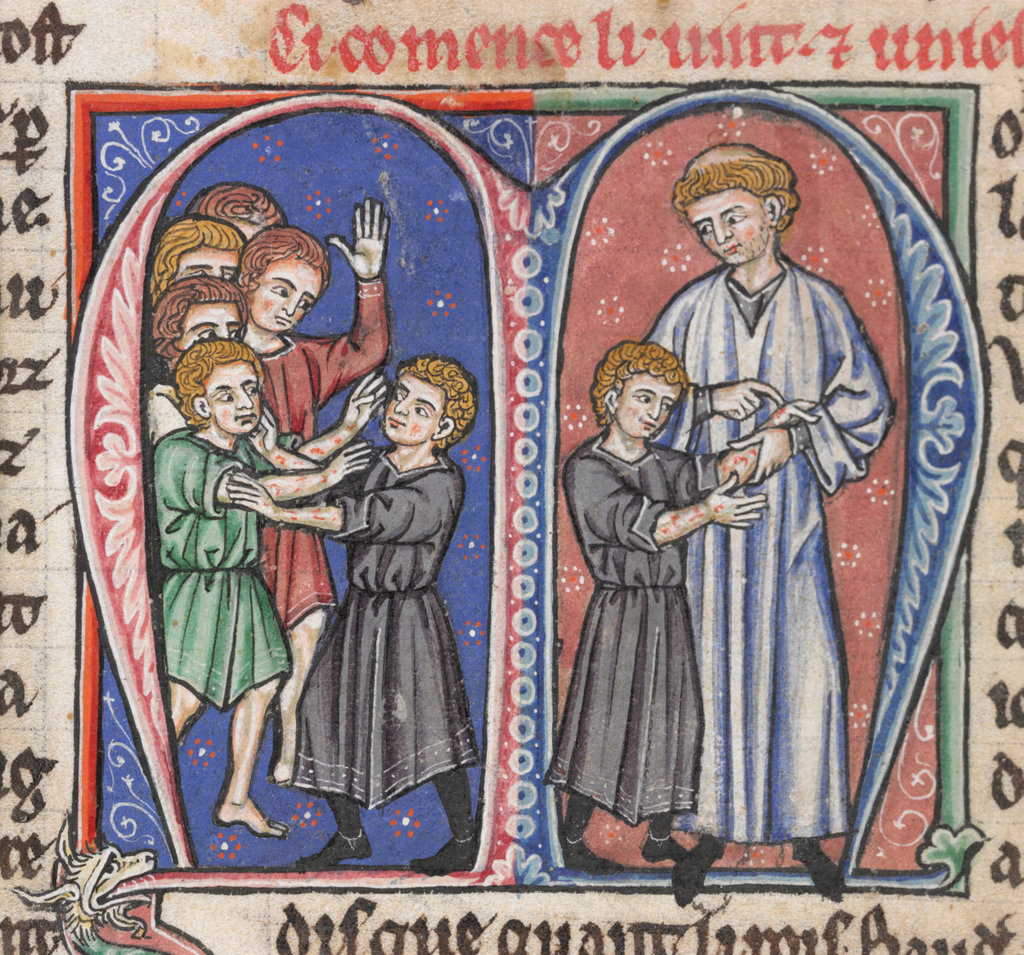
ギヨーム・ド・ティールの年代記。
ギヨーム（右の白衣の人物）が少年ボードゥアン4世の皮膚の病に気付いた場面。

『キングダム・オブ・ヘブン』は史実に基づき制作されているが、多くの脚色がほどこされている。
キャラクター
ザ・ホスピタラーは十字軍におけるキリスト教徒の善行を描くため、ゴッドフリー・オブ・イベリンは物語を劇的に見せるために創作された。ティベリウスはトリポリ伯レイモン3世をモデルにしているが、トリポリと呼ぶと監督の次回作『トリポリ』と混同し、レイモンと呼ぶとルノー（Raynald）と混同しやすいため、それらを避けて彼の牙城であった“ティベリア”の名前を取った。また、アレクサンダー・シディグ演じるムスリムの戦士イマドは実在した史実編纂家イマードゥッディーン・アル＝イスファハーニーをモデルにしている。
バリアン・オブ・イベリン
バリアンは、史実ではイベリン家初代当主バリサン・ディブランの嫡出子（三男）として、エルサレム王国で生まれ育った。また、マリア・コムネナ（先代国王アモーリー1世の後妻にして未亡人で、ボードゥアン4世とシビーユの義理の母）と結婚している。
ハッティンの会戦
バリアンとティベリウスはハッティンの戦いには従軍していないことになっているが、史実によればトリポリ伯レイモン3世とイベリン卿バリアンはこの戦いにも参加したが、敗戦後、逃走に成功しティールに到着している。バリアンは交戦しないことを条件にティールからの脱出を許されたが、エルサレムに帰還後、エルサレムの防衛・開城を指導した。
ボードゥアン4世
病気が進むと馬には乗れず、輿に乗って指揮したと言う。また、特に仮面をかぶっていたという記録はなく、仮面とそのデザインは映画で創作されたものである。また、本作中ではボードゥアン4世の死後すぐにギー・ド・リュジニャンが即位したように描写されているが、史実ではボードゥアン4世とギーの間にボードゥアン5世（シビーユと前夫グリエルモの子で、ボードゥアン4世の甥にあたる）が即位している（1年ほどで病死）。ディレクターズ・カット版ではボードゥアン5世の描写が追加されている。

## ディレクターズ・カット
ディレクターズ・カット(194 min.)では劇場公開版(145 min.)では描かれなかった設定などが数多く存在する。代表的な点として、シビラには前の夫の間に幼い息子が一人いることが挙げられる。
販売DVDは米国では4枚組だが、日本では本編と音声解説のみが入った2枚組である。また、Blu-ray Discでも発売されたが、初の2層50GBディスクで高画質なため、パイオニアなどの高級テレビの比較デモンストレーションに使われた。なお、これの特典は予告編のみである。